# Nokia E6
Le Nokia E6-00 est un téléphone intelligent (smartphone) sous logiciel Symbian^3 dans sa version finale "Symbian Anna". Il succède en 2011 au Nokia E72 en tant que téléphone mobile professionnel Symbian de Nokia.
Ce mobile est reconnaissable à son clavier QWERTY rétro-éclairé avec 4 rangées de caractères et sa fonction tactile à double commande, la longévité de sa batterie (conversation: 7,5 à 14,8 h et veille: 28 à 31 jours), l'accès offert vers Microsoft Exchange ActiveSync, Microsoft Communicator Mobile et Microsoft SharePoint ainsi que la haute densité de son écran VGA (326ppi).
À l'image de son prédécesseur (le Nokia E71/E72), le Nokia E6-00 intègre une coque en acier inoxydable et en verre. La coque arrière est détachable, le panneau surélevé de l'appareil photo principal, le flash à double LED, le haut-parleur et le contour de la face avant sont faits d'acier inoxydable. L'avant du mobile (à l'exception du clavier QWERTY, les boutons raccourcis et Navigateur) est recouvert d'un verre Corning Gorilla.
Il était disponible en trois couleurs à choisir (noir, argent et blanc).

## Historique et disponibilité
Le prédécesseur du E6-00 dans la série E, soit un téléphone professionnel, était le Nokia E72 introduit en novembre 2009. Comme pour le E71, le E72 a essentiellement reçu des louanges de la presse spécialisée. Il est bon de signaler que Nokia a également sorti le E7, une version avec clavier QWERTY escamotable dans la même série basée sur Symbian^3, et mise sur le marché en février 2011.
Les premiers signes du développement du Nokia E6-00 sont apparus début janvier 2011 sur un Nokia XML et des images tirés d'un album Picasa. De nombreuses informations pouvaient être obtenues du XML tel que la caméra 8 Mpx, l'écran VGA ou le clavier QWERTY. Le mobile n'a pas été officiellement annoncé au Mobile World Congress de Barcelone (14–17 février 2011). D'autres images et vidéos du Nokia E6-00 fuitèrent cependant durant les mois suivant, de février à mars.
Le mobile a été officialisé lors d'un évènement intitulé Discover Symbian, le 12 avril 2011 en même temps que le Nokia X7 et la dernière itération du logiciel Symbian. Sa sortie était annoncée pour le 2e trimestre 2011 en Europe au prix de 340 € (hors taxes et subventions) et pour le 3e trimestre 2011 en Amérique du Nord.
En mai 2011, le Nokia E6 est devenu disponible sur Nokia Deutschland online shop en précommande au prix de 429 €.